# Pont d’Austerlitz
Der Pont d’Austerlitz ist eine Straßenbrücke über die Seine in Paris, die den Boulevard de l'Hôpital mit der Avenue Ledru-Rollin verbindet. Sie liegt in der Nähe der Gare d’Austerlitz und des Jardin des Plantes und verbindet das 12. Arrondissement mit dem 5. und 13. Arrondissement.

## Brücke von 1807
In den Jahren 1802 bis 1807 wurde die erste Brücke an dieser Stelle gebaut, die gleichzeitig die erste aus Gusseisen gebaute Brücke Frankreichs war. Sie hatte fünf aus zahlreichen gusseisernen Profilen zusammengesetzte Bögen mit Spannweiten von 32 m, die sich auf steinernen Pfeilern und Widerlagern abstützten. Sie erhielt ihren Namen zur Erinnerung an den Sieg von Kaiser Napoleon I. in der Schlacht bei Austerlitz.

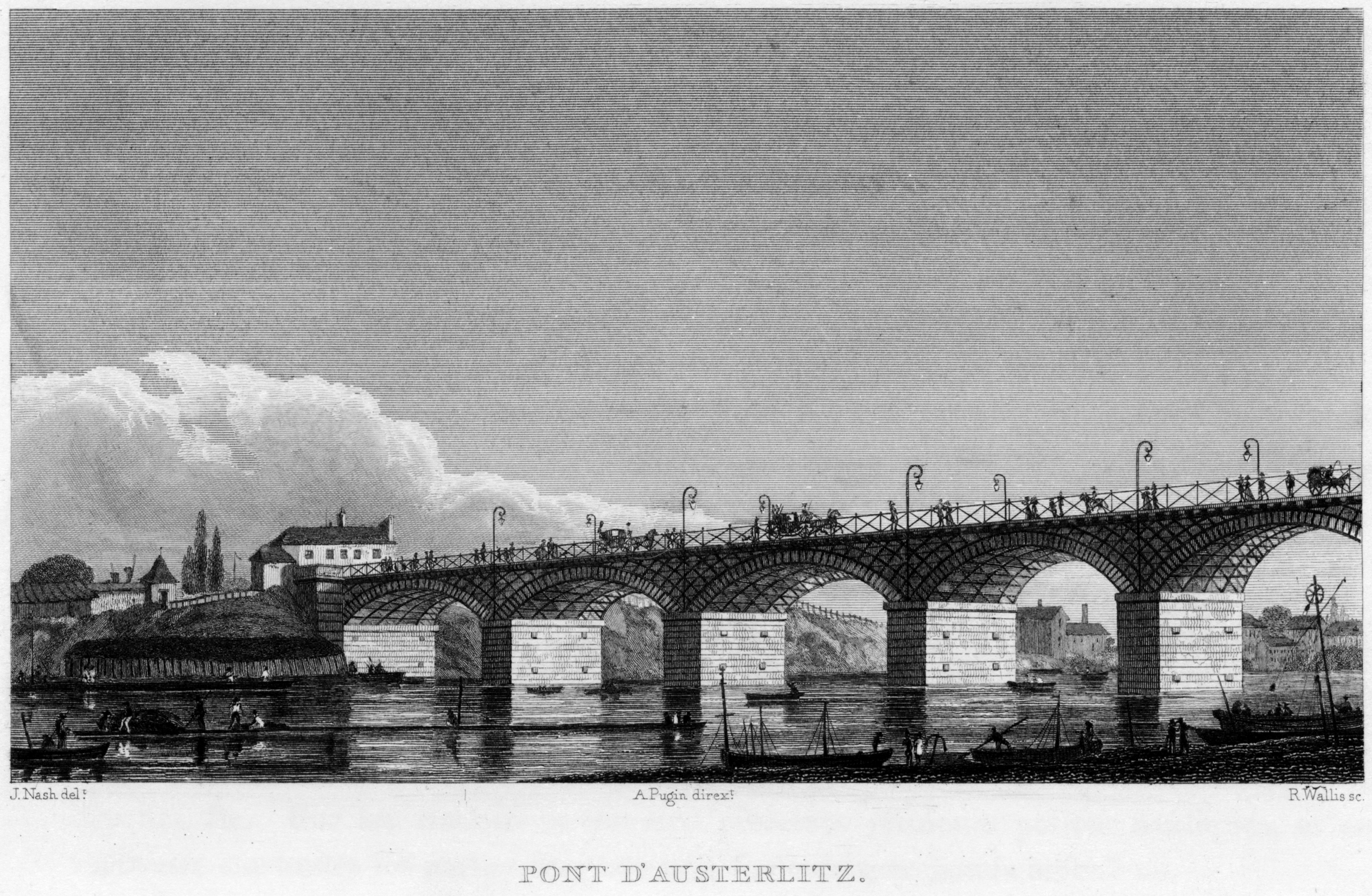
Stahlstich, 1831
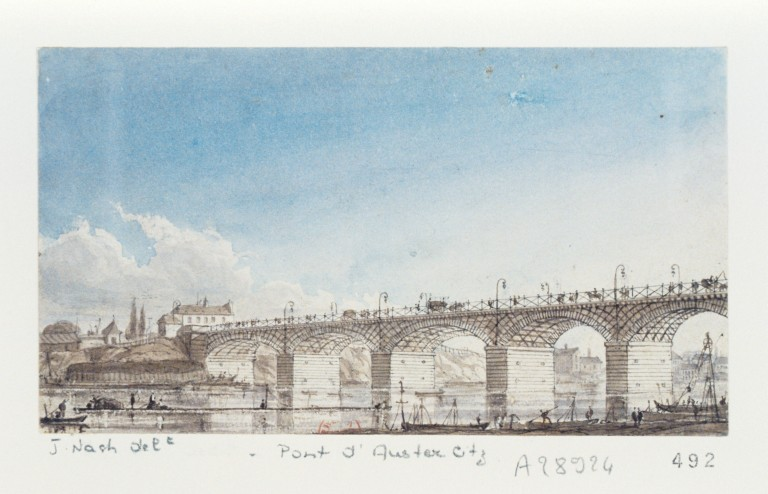
Zeichnung und Aquarell

## Brücken von 1854 und 1885
1854 hatte sich der Zustand der gusseisernen Brücke so verschlechtert, dass sie durch eine neue, 18 m breite Brücke mit steinernen Segmentbögen ersetzt wurde, für die die alten Pfeiler und Widerlager verwendet werden konnten. Sie hatte daher wieder fünf Bögen mit Spannweiten von 32 m.
1885 wurde die Steinbogenbrücke verbreitert und verstärkt, um dem gestiegenen Verkehrsaufkommen gerecht zu werden. Diese Brücke wird bis heute genutzt. Sie ist 173,8 m lang und 30 m breit, wovon 20 m auf die Fahrbahnen und je 5 m auf die beiden Gehwege entfallen. Die früher über den Pfeilern angebrachten Kartuschen mit dem von Lorbeerblättern umrankten kaiserlichen Monogramm von Napoleon III. wurden dabei im Hinblick auf die Wiedererrichtung der Republik durch reichhaltigen Reliefschmuck ersetzt.